# Atlas (Pommelien Thijs)
Atlas is een Nederlandstalig nummer van de Belgische actrice-zangeres Pommelien Thijs. Het nummer werd op 21 maart 2025 uitgebracht in België. Het nummer werd gekozen als MNM-Big Hit en als Q-Top Schijf. Het nummer kwam een week na release meteen binnen op de eerste plaats in de Ultratop 50. Dit betekende haar 6de nummer 1-hit in België. Het hoogste aantal nummer 1-hits voor een Belgische artiest sinds Lost Frequencies. 
Op 17 augustus 2025 evenaarde Pommelien Thijs het record voor de langste nummer 1-notering in de Ultratop 50 van Vlaanderen. Met haar hit stond ze maar liefst 17 weken op de eerste plaats, waarmee ze de Belgische artiest werd die het langst op nummer 1 stond in eigen land. 
De songtekst verkent thema's van onvoorwaardelijke liefde en de lasten die men draagt in een relatie. De titel verwijst naar de Griekse mythologische figuur Atlas, die het hemelgewelf op zijn schouders droeg, wat symbool staat voor het gevoel alles alleen te moeten dragen wanneer liefde niet wederzijds is. Muzikaal gezien combineert "Atlas" een uptempo akoestische gitaar met de kenmerkende stem van Thijs, resulterend in een folkpopgeluid dat zowel melancholisch als licht aanvoelt. De single werd positief ontvangen door critici. 
De videoclip werd volledig geregisseerd door de zangeres zelf. 

## Hitnoteringen

### Ultratop 50 Vlaanderen
| Hitnotering: 30-03-2025-... | Hitnotering: 30-03-2025-... | Hitnotering: 30-03-2025-... | Hitnotering: 30-03-2025-... | Hitnotering: 30-03-2025-... | Hitnotering: 30-03-2025-... | Hitnotering: 30-03-2025-... | Hitnotering: 30-03-2025-... | Hitnotering: 30-03-2025-... | Hitnotering: 30-03-2025-... | Hitnotering: 30-03-2025-... | Hitnotering: 30-03-2025-... | Hitnotering: 30-03-2025-... | Hitnotering: 30-03-2025-... | Hitnotering: 30-03-2025-... | Hitnotering: 30-03-2025-... | Hitnotering: 30-03-2025-... | Hitnotering: 30-03-2025-... | Hitnotering: 30-03-2025-... | Hitnotering: 30-03-2025-... |
| Week:                       | 1                           | 2                           | 3                           | 4                           | 5                           | 6                           | 7                           | 8                           | 9                           | 10                          | 11                          | 12                          | 13                          | 14                          | 15                          | 16                          | 17                          | 18                          |                             |
| --------------------------- | --------------------------- | --------------------------- | --------------------------- | --------------------------- | --------------------------- | --------------------------- | --------------------------- | --------------------------- | --------------------------- | --------------------------- | --------------------------- | --------------------------- | --------------------------- | --------------------------- | --------------------------- | --------------------------- | --------------------------- | --------------------------- | --------------------------- |
| Positie:                    | 1                           | 1                           | 1                           | 1                           | 1                           | 1                           | 1                           | 1                           | 2                           | 2                           | 1                           | 1                           | 2                           | 1                           | 1                           | 2                           | 1                           | 1                           |                             |
| Week:                       | 19                          | 20                          | 21                          |                             |                             |                             |                             |                             |                             |                             |                             |                             |                             |                             |                             |                             |                             |                             |                             |
| Positie:                    | 1                           | 1                           | 1                           |                             |                             |                             |                             |                             |                             |                             |                             |                             |                             |                             |                             |                             |                             |                             |                             |

### NederlandseSingle Top 100
| Hitnotering: 30-03-2025-... | Hitnotering: 30-03-2025-... | Hitnotering: 30-03-2025-... | Hitnotering: 30-03-2025-... | Hitnotering: 30-03-2025-... | Hitnotering: 30-03-2025-... | Hitnotering: 30-03-2025-... | Hitnotering: 30-03-2025-... | Hitnotering: 30-03-2025-... | Hitnotering: 30-03-2025-... | Hitnotering: 30-03-2025-... | Hitnotering: 30-03-2025-... | Hitnotering: 30-03-2025-... | Hitnotering: 30-03-2025-... | Hitnotering: 30-03-2025-... | Hitnotering: 30-03-2025-... | Hitnotering: 30-03-2025-... | Hitnotering: 30-03-2025-... | Hitnotering: 30-03-2025-... | Hitnotering: 30-03-2025-... |
| Week:                       | 1                           | 2                           | 3                           | 4                           | 5                           | 6                           | 7                           | 8                           | 9                           | 10                          | 11                          | 12                          | 13                          | 14                          | 15                          | 16                          | 17                          | 18                          |                             |
| --------------------------- | --------------------------- | --------------------------- | --------------------------- | --------------------------- | --------------------------- | --------------------------- | --------------------------- | --------------------------- | --------------------------- | --------------------------- | --------------------------- | --------------------------- | --------------------------- | --------------------------- | --------------------------- | --------------------------- | --------------------------- | --------------------------- | --------------------------- |
| Positie:                    | 15                          | 5                           | 4                           | 4                           | 4                           | 4                           | 4                           | 6                           | 5                           | 5                           | 7                           | 7                           | 12                          | 16                          | 15                          | 17                          | 15                          | 20                          |                             |
| Week:                       | 19                          | 20                          |                             |                             |                             |                             |                             |                             |                             |                             |                             |                             |                             |                             |                             |                             |                             |                             |                             |
| Positie:                    | 20                          | 21                          |                             |                             |                             |                             |                             |                             |                             |                             |                             |                             |                             |                             |                             |                             |                             |                             |                             |